# Campoletis excavata
Campoletis excavata är en stekelart som först beskrevs av Smits van Burgst 1914.  Campoletis excavata ingår i släktet Campoletis och familjen brokparasitsteklar. Inga underarter finns listade.